# William Henry Whitbread
William Henry Whitbread (* 4. Januar 1795; † 21. Juni 1867 in Southill) war ein britischer Politiker.

## Leben
William Henry Whitbread war der älteste Sohn von Samuel Whitbread und dessen Frau Elizabeth (geborene Grey). Er wuchs zusammen mit einem jüngeren Bruder, Samuel Charles Whitbread, und zwei Schwestern auf. Durch seine Mutter war er mit den Earls Grey verwandt.
William Henry Whitbread besuchte das Eton College, sowie im Anschluss das Trinity College der University of Cambridge. Von 1818 bis 1834 vertrat er den Wahlkreis Bedford im House of Commons. In der Vergangenheit hatten bereits sein Vater und sein Großvater diesen Wahlkreis im Unterhaus vertreten. 1819 wurde er zusammen mit seinem Bruder als Partner in der von ihrem Großvater gegründeten Brauerei aktiv. Von 1837 bis 1838 bekleidete er das Amt des High Sheriff of Bedfordshire.
Am 10. Juni 1819 heiratete er Judith Pigott († 25. Juni 1845). Nach deren Tod heiratete er am 6. November 1845 Harriet Sneyd. Beide Ehen blieben kinderlos. Seine Anteile an der Brauerei vermachte er seinem Neffen Samuel Whitbread.